# نضال قسوم
نضال قسوم (وُلد في 6 سبتمبر 1960)، فيزيائي فلكي جزائري. تحصل على شهادتي الدكتوراه والماجستير من جامعة كاليفورنيا في سان دييغو. قضى عامين باحثًا في مركز غودارد التابع لناسا تحت إشراف العالم روفين رماتي Reuven Ramaty الذي أُطلق اسمه على قمر صناعي مخصص لدراسة أشعة غاما  الشمسية والأشعة الكونية.
عمل من عام 1990 إلى عام 1994 في جامعة البليدة أستاذاً للفيزياء بالجزائر. ثم انتقل إلى كلية الدراسات التكنولوجية بدولة الكويت حيث بقي حتى عام 2000. ومنذ ذلك العام استقر في الجامعة الأمريكية بالشارقة بالإمارات العربية المتحدة. ويشغل حاليا[متى؟] منصب بروفيسور ومساعد عميد في كلية العلوم والفنون في الجامعة الأمريكية بالشارقة بالإمارات العربية المتحدة.
تتضمن اهتماماته البحثية بحوث فيزياء أشعة غاما. مثل تفاعلات الإلكترون والبوزيترون وخطوط أشعة غاما النووية، إضافةً إلى انفجارات أشعة غاما في النجوم. وله إسهامات في علم الفلك الإسلامي، منها مسائل: رصد ورؤية الأهلة القمرية، والتقويم الإسلامي، ومواقيت الصلاة في الأماكن ذات خطوط العرض العالية وهي من المشاكل التي لم يجد لها العلماء المسلمون حلاّ ومازلت في دائرة النقاش.
ونشر الكثير من الأوراق البحثية المتخصصة وحاضر في مؤسسات أكاديمية مرموقة حول العالم (جامعة كامبريدج وأكسفورد وكورنيل وويسكونسن وغيرها). وهو عضو في العديد من الجمعيات والمنظمات العلمية مثل الاتحاد العالمي لعلم الفلك، والاتحاد العربي لعلوم الفلك والفضاء، والجمعية العالمية للعلم والدين، المشروع الإسلامي لرصد الأهلة. ولسنوات عديدة كان مساهما بصفة دورية في المختبر العالمي للفيزياء الفلكية لأشعة غاما أو (INTEGRAL (International Gamma-Ray Astrophysics Laboratory في مركز دراسات الإشعاعات الكونية بتولوز بفرنسا. نشر عدة أوراق علمية مهمة حول مشكلة فناء البوزيترون مع الإلكترون في الفضاء المجري، وهي مشكلة عويصة في الفيزياء الفلكية المختصة بالطاقة العالية لم تجد حلا نهائيا لحد الآن.
حصل في عام 2003 على جائزة ثاني أفضل باحث في العلوم والتكنولوجيا في الجامعة التي يدرّس بها. وله عدة منشورات وكتب في مجالات متعددة، وهو باحث رائد في مجال علاقة الإسلام والعلم الحديث. وبالإضافة لعمله الأكاديمي يكتب بصفة دورية حول مواضيع تتعلق بالعلوم والتربية، العالم العربي والإسلام. والبروفيسور قسوم يكتب أيضا في جريدة غولف نيوز (Gulf News) الإمارتية الناطقة باللغة الإنجليزية. ومن حين لآخر في اليومية الإلكترونية هافيغتون بوست ويساهم أيضا في الموقع الإلكتروني للأبحاث نيتشر الشرق الأوسط (Nature Middle East)؛ ويظهر دوريًّا في وسائل الإعلام العالمية المسموعة منها والمرئية، كقناة الجزيرة القطرية وقناة البي.بي.سي (BBC) وقناة NPR وقناة France 2 الفرنسية ومؤخرا قناة MBC وسكاي نيوز عربية Sky News Arabia.

## مقتبسات من حياته
درس الدكتور نضال قسوم في ثانوية (عمارة رشيد) بالجزائر العاصمة ثم التحق بعد ذلك بجامعة هواري بومدين للعلوم والتكنولوجيا بالجزائر العاصمة. لنيل شهادة الليسانس في الفيزياء النظرية، ثم سافر إلى الولايات المتحدة الأمريكية لإكمال دراساته العليا. تحصل على شهادة الماجستير والدكتوراه في الفيزياء الفلكية من جامعة كاليفورنيا في سان دييغو. وأطروحته لنيل الدكتوراه سنة 1988 كانت بعنوان (Thermonuclear reactions of light nuclei in astrophysical plasmas)، تضمنت إعادة حساب معدل التفاعلات الأساسية الكامنة وراء معدل إنتاج الطاقة في قلب الشمس، بالإضافة لمعدل إنتاج النيوترينوات  ومعدلات إنتاج أشعة غاما في بيئات فضائية مختلفة مثل الأقراص المحيطة بالثقوب السوداء و النجوم النيوترونية 

## كتبه وأعماله
البروفيسور قسوم مؤيد متحمس لفكرة إعادة غرس المنهجية العلمية في الثقافة الإسلامية. في سنة 2010 نشر له كتاب باللغة الإنجليزية بعنوان " Islam's Quantum Question: Reconciling Muslim Tradition and Modern Science (يمكنك مشاهدته على موقع Amazon)" أي السؤال الجوهري في الإسلام: التوفيق بين التقاليد الإسلامية والعلم الحديث وترجم إلى اللغة العربية بعنوان «أسئلة الإسلام والعلم المزعجة: الكون، التطور، الإعجاز» في عام 2017 وأيضا للغة للفرنسية في سنة 2013. وهو في طور الترجمة إلى اللغة الإندونيسية. تحدث الدكتور نضال في هذا الكتاب عن ضرورة دمج العلم الحديث مع النظرة الإسلامية للكون وهذا يتضمن نظرية التطور زاعمًا أن محتواها لا يتعارض مع المبادئ الإسلامية وأكد على ضرورة طرح الإسلام للأسئلة العلمية والجوهرية العميقة بكل جدية وهذا ما من شأنه أن يعيد مجد العلوم الإسلامية الضائع. كناقد لأطروحات هارون يحيى، يرى البروفيسور قسوم أن رفض «الحقائق العلمية المثبتة» ليس بالأمر الجيد للمسلمين بل هو يحد من تقدمهم. هو يعمل جاهداً لنشر المعرفة العلمية الحديثة في المجتمع الإسلامي العربي. حيث كان مؤلفاً مشاركاً في تأليف كتاب حول مشكلة الأهلة والتقويم الإسلامي وكذلك كتاب «قصة الكون: من التصورات البدائية إلى الانفجار العظيم». في سنة 2013 كتب الدكتور نضال في مجلة نيتشر مقالا حول الفارق الكبير بين حال علم الفلك في العصر الذهبي للحضارة الإسلامية وحاله اليوم، منتقداً الدول العربية لكونها لم تستثمر أموالاً في سبيل تطوير علم الفلك.